# Ferrari 550
A 550 Maranello é um super esportivo da Ferrari equipado com motor V12 5.5 DOHC de 485cv, e atinge a velocidade máxima de 320 km/h.

### Chassi
A 550 Maranello tem uma estrutura de aço tubular, chassis com carroçaria de alumínio aparafusado a luz e de transmissão manual de 6 velocidades. A direção é pinhão e cremalheira com potência variável auxiliar. Os ventilados freios a disco são 330 mm (13,0 pol) para a frente e 310 mm (12,2 pol) para a parte traseira.
| Engrenagem | 1       | 2       | 3       | 4       | 5       | 6       | Final Drive |
| ---------- | ------- | ------- | ------- | ------- | ------- | ------- | ----------- |
| Relação    | 3.15: 1 | 2,18: 1 | 1,57: 1 | 1,19: 1 | 0,94: 1 | 0,76: 1 | 3,91: 1     |

### Desempenho
A 550 Maranello pode acelerar a 60 mph (97 km / h) em 4,2 segundos e pode atingir 161 km/h (100 mph) em 9,6 segundos em 1/4 de milha.  A velocidade máxima é de 320,3 km por hora (199,0 mph). Coeficiente de arrasto (Cd) foi de 0,33.

## Rossa
A Ferrari Rossa baseado-550 foi introduzido em Turin Motor Show de 2002, para comemorar o 70º aniversário da Pininfarina. Desenhado por Ken Okuyama a Pininfarina.